# 亚瑟·安德森
亚瑟·約翰·邁爾斯·安德森（Arthur John Miles Anderson，1922年8月29日—2016年4月9日），是一名美国电影、电视剧、舞台剧、广播演员及配音员。1930年代开始事业，他因《名叫英雄的胆小狗》的配音而闻名。